# Symmachia phaedra
Symmachia phaedra är en fjärilsart som beskrevs av Bates 1868. Symmachia phaedra ingår i släktet Symmachia och familjen Riodinidae. Inga underarter finns listade i Catalogue of Life.

## Bildgalleri

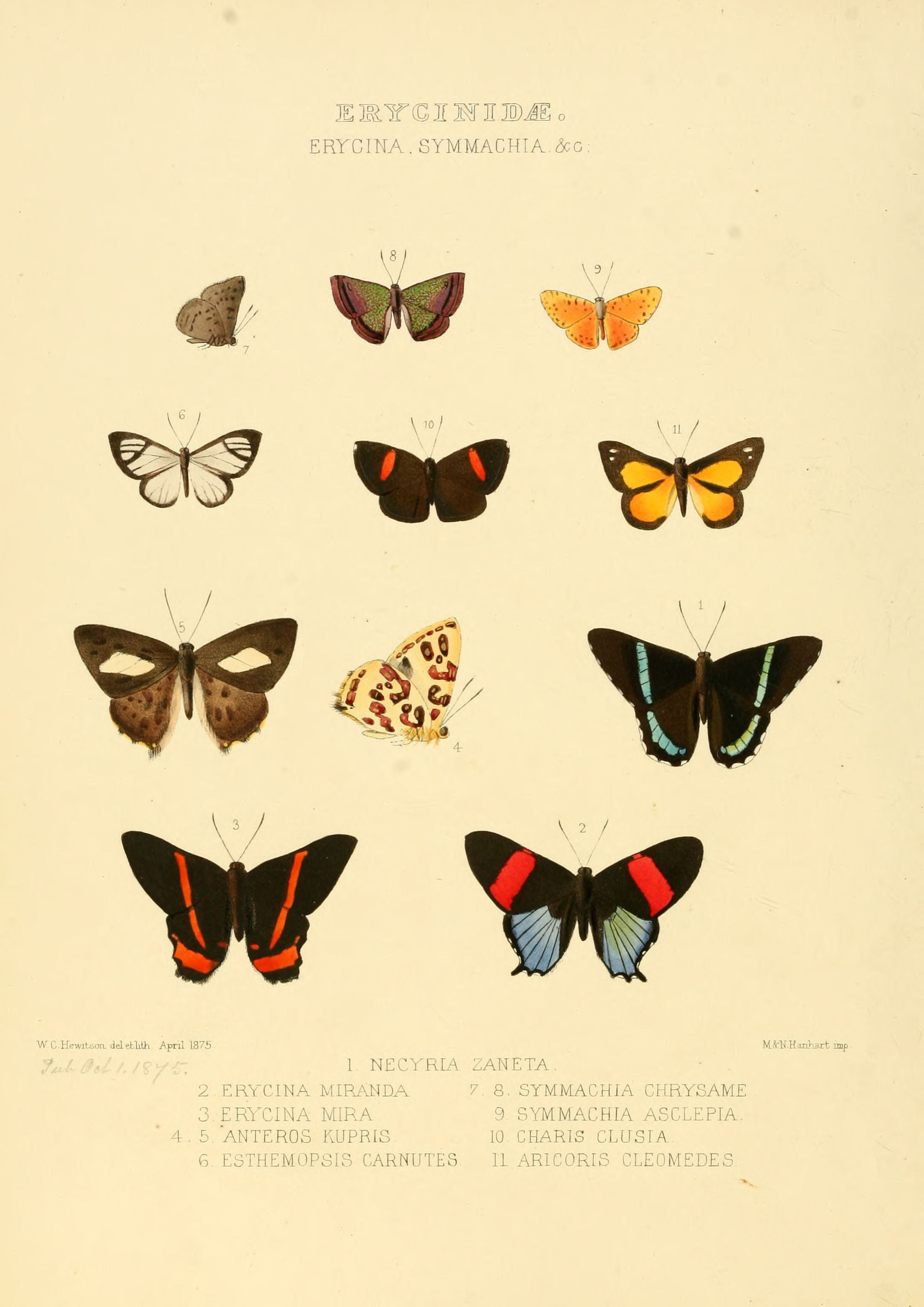